# 523
523 је била проста година.

## Догађаји
- Јустинијан, касније византијски цар, жени се у Цариграду својом љубавницом Теодором, која је по занимању куртизана.
- Краљ Хлотар I учествује у експедицији против Бургундије и заузима град Аутун. Сада око 26 година, планира да прошири територију коју је наследио од свог покојног оца Хлодовеха I.
- Краљ Сигисмунд од Бургундије је поражен од инвазивних Франака под Хлодомером, Чилдебертом I и Хлотаром I. Ухваћен је и одведен као заробљеник у град Аурелијану (савремени Орлеан).
- Хилдерих је наследио свог стрица Трасамунда после 27-годишње владавине и постао краљ Вандала и Алана. Он фаворизује хришћанство и даје становницима верску слободу.
- Лептис Магна (модерна Либија) је отпуштена од стране берберских (маврских) јуришника. Гелимер предводи успешну експедицију у северној Африци.
- Побуна избија на Шест пограничних градова, на северној граници Северне Веј Кине („Побуна шест гарнизона“). Тензије између елите и клана Туоба озбиљно дестабилизују државу.
- Сеонг постаје краљ Баекјеа, једног од три краљевства Кореје.
- 6. август – Папа Хормизд умире у Риму након деветогодишњег епископства, у коме је имао кључну улогу у окончању Акакијевог раскола. Наследио га је папа Јован I као 53. римски епископ.

## Смрти
- Арета Мученик
- Папа Хормизд
- Филоксен од Мабуга
- Трасамунд - краљ Вандала и Алана